# Юктали
Юктали́ — посёлок в Тындинском районе Амурской области России. В переводе с эвенкийского Юктали означает «источник», «ручей». Через посёлок проходит Байкало-Амурская магистраль. Образует сельское поселение Юкталинский сельсовет.
Юктали, как и Тындинский район, приравнен к районам Крайнего Севера.

## История
В окрестностях посёлка Усть-Нюкжа и Юктали найдены и изучены древние наскальные рисунки, датированные примерно 1200—1500 лет до н. э.
В 1649 году предположительно по низовьям рек Нюкжа и далее Олёкма проходила экспедиция Ерофея Хабарова.
В 1932 и 1934 годах по рекам Нюкжа и Олёкма проходили Олёкмо-Тындинская и Верхне-Чарская геологические экспедиции И. А. Ефремова, ставшего впоследствии известным учёным и писателем-фантастом. Экспедиция проводила изыскания для проектирования будущей трассы БАМа.
Посёлок создан в 1976 году. Во времена строительства БАМа у каждого населённого пункта был свой «шеф» с «материка». Для Юктали это был Челябинск. «Материком» жители посёлка называют основную часть страны к западу от БАМа. Путеукладчик пришёл в Юктали поздней осенью 1981 года. В разгар строительства БАМа в посёлке располагались строительные организации СУ-90, СМП-594, МК-74. Сам Юктали до 1981 года назывался Усть-Нюкжа 2. Станция также называлась «Усть-Нюкжа».
В середине 1970-х годов недалеко от посёлка были обнаружены заброшенные поселения, относящиеся к периоду лагерей Бамлага. Местными жителями оттуда были вывезены часть артефактов того времени, в том числе и автомобиль ГАЗ («полуторка») в исправном состоянии.
На левом берегу реки Нюкжа, напротив посёлка, ранее располагался грунтовый аэродром, который активно использовался в период строительства БАМа, особенно до прихода железной дороги в посёлок. Аэродром принимал Ан-2, вертолёты различных типов.
В советское время на территории посёлка присутствовала военная часть (предположительно ПВО).

## География
Посёлок Юктали расположен в 322 км к западу от районного центра, города Тында, на правом берегу реки Нюкжа, примерно в 5 км до впадения её в Олёкму. В окрестностях посёлка справа в Нюкжу впадает река Юктали (местное название «Юкталинка»). Кроме одноимённой реки, рядом с посёлком есть реки Намарак и Талума (Талумакит), также впадающие в Нюкжу. На левом берегу Нюкжи, напротив посёлка, есть несколько озёр.
В западном направлении от Юктали идёт дорога к посёлку Олёкма, в восточном направлении — к посёлку Чильчи.
Село Усть-Нюкжа, спутник посёлка Юктали, расположено в 6 км юго-западнее, на правом берегу реки Олёкма, недалеко от левого берега Нюкжи. Раньше село было факторией: там живёт коренное население этих мест — эвенки (ранее тунгусы). Население села Усть-Нюкжа традиционно занимается оленеводством. В советское время в селе была звероферма, на которой выращивали черно-бурых лис.
Посёлок Юктали расположен в зоне сейсмической активности. За время существования посёлка (до 2016 года) зафиксировано минимум два землетрясения, с силой толчков до 3—4 баллов.
Вверх по течению Юктали, в нескольких километрах к северу от посёлка, есть старый ледник (эвенкийское название «амнунна»), предположительно ещё с эпохи последнего ледникового периода.

### Флора и фауна
Реки в окрестностях Юктали богаты рыбой: в них водится гольян, бычок, хариус, ленок, таймень, налим, чебак, окунь, сиг и щука, незначительно осётр. В близлежащих озёрах обитают окунь, золотой карась, щука.
В окрестностях посёлка можно встретить следующих животных и птиц: медведь, росомаха, изюбрь, кабарга, соболь, заяц, горностай, белка, белка-летяга, бурундук, глухарь, рябчик, сова (филин).
Окружающая тайга в основном состоит из лиственницы. Также есть осина, берёза, рябина. Вдоль рек местами встречается тополь. Сосна встречается редко, ель ещё реже. На открытых склонах сопок и в распадках растёт кедровый стланик. Основные ягоды — брусника и голубика (повсеместно). На склонах сопок, рядом с кедровым стлаником встречается шикша. По поймам рек — дикая (синяя) смородина. На открытых участках — жимолость. Встречается дикий лук (разновидность черемши), шиповник. Распространены грибы: маслята, волнушки (валуи), горчушки (свинушки), груздь,подберезовик, подосиновик, моховик, сыроежки, белый гриб (боровик), «олений» гриб, дождевик, мацутакэ.

## Местные достопримечательности
- «Пупок» — гора к северо-западу возле посёлка. Получила название благодаря своей скалистой вершине.
- Недалеко от Юктали и места слияния рек Нюкжа и Олёкма растёт единственный в Амурской области кедр. Во время строительства железной дороги его специально защищали защитным коробом от повреждения при взрывных работах.

## Интересные факты
В 1978 году в честь семидесятилетия со дня рождения Ивана Антоновича Ефремова во многих городах проводились встречи и литературные вечера, посвящённые его памяти. Тогда же возникла идея увековечить его имя в районе трассы БАМа, где он когда-то проводил исследования. 21 сентября 1978 года Постоянная междуведомственная комиссия по географическим названиям вынесла положительное решение по этому вопросу. В центре Усть-Нюкжи хотели установить памятник Ефремову. К инициативе присвоения имени Ефремова посёлку Усть-Нюкжа (ныне Юктали) присоединились также строители посёлка (комсомольцы строительно-монтажного поезда № 594), многие общественные организации и даже академики АН СССР В. В. Меннер и А. Л. Яншин. Последовавшая смерть Брежнева и наступившая перестройка заставили забыть об этой идее.

## Экономика
В окрестностях посёлка различными золотодобывающими предприятиями и артелями добывается золото.

## Инфраструктура
- Станция Юктали, с 1997 года восточный участок БАМа относится к Дальневосточной железной дороге.

## Население
| 2002  | 2010  | 2012  | 2013  | 2014  | 2015  | 2016  |
| ----- | ----- | ----- | ----- | ----- | ----- | ----- |
| 1976  | ↘1628 | ↘1522 | ↘1451 | ↘1402 | ↘1345 | ↘1307 |
| 2017  | 2018  | 2021  |       |       |       |       |
| ↘1287 | ↘1240 | ↗1494 |       |       |       |       |